# Дональд II (король Шотландии)
Дональд II Безумный (гэльск. Domnall mac Chòiseim, Domnall Dásachtach, англ. Donald II, Donald II the Madman; умер в 900) — король Альбы (Шотландии) с 889 года. Сын короля Константина I. Свой эпитет «Безумный» или «Сумасшедший» (Dásachtach) Дональд II получил в «Пророчестве Берхана», но причина его возникновения не известна.

## Биография
Дональд II стал королём Альбы (Шотландии) после смерти или смещения Гирика (Giric mac Dúngail). Дата его вступления на престол точно неизвестна, но обычно помещается в 889 год. Во время правления Дональда викинги продолжали разорять Шотландию. Он сначала победил их в битве при Иннисибсолиане, но затем был разбит и погиб при Данноттаре.
В «Хронике королей Альбы» о нём сообщается так: «Дональд, сын Константина, держал королевство в течение 11 лет [889-900]».
Дональд II был последним правителем, которого упоминают с титулом «король пиктов».